# Rodrigo Tapia (Fußballspieler, 1994)
Rodrigo Ernesto Tapia (* 28. September 1994 in Hipólito Yrigoyen) ist ein argentinischer Fußballspieler, der auf der Position eines Innenverteidigers eingesetzt wird.

## Karriere
Rodrigo Tapia kam im Alter von 14 Jahren nach Buenos Aires, wo er zuerst bei CA Independiente und dann bei San Lorenzo in der Jugend spielte. Bei San Lorenzo unterschrieb er 2011 seinen ersten Profivertrag, kam allerdings überwiegend in der Reservemannschaft zum Einsatz. 2015 gewann er an der Seite von Innenverteidigerkollege Tomás Cardona die argentinische Meisterschaft der Reserveteams. Ab 2016 folgten mehrere Leihen, darunter zu CSD Defensa y Justicia, dem chilenischen Klub CD Palestino, CA Banfield und Nueva Chicago. 2020 wechselte Tapia zum CA Mitre in die Primera Nacional B, bei dem er sich durchsetzte. Zur Saison 2024 wechselte er zum peruanischen Erstligisten Atlético Grau und qualifizierte sich mit dem Team für die Copa Sudamericana 2025.

## Erfolge
Palestino
- Chilenischer Pokalsieger: 2017/18